# Ånge station
Ånge station är en trafikplats i Ånge på Mittbanan, cirka 95 kilometer från Sundsvalls centralstation i riktning Storlien.

## Trafik
Stationen trafikeras av SJ:s fjärrtåg mellan Östersund och Stockholm samt av Norrtågs regionaltåg mellan Östersund och Sundsvall.

## Historik
Stationen öppnades den 1 oktober 1878 och ligger centralt i Ånge.